# Krzysztof Filusz
Krzysztof Filusz (ur. 29 października 1966) – polski lekkoatleta, specjalizujący się w biegach średniodystansowych.

## Osiągnięcia
- Mistrzostwa Polski seniorów w lekkoatletyce
  - Piła 1990 – złoty medal w biegu na 1500 m
  - Kielce 1991 – srebrny medal w biegu na 1500 m

## Rekordy życiowe
- bieg na 800 metrów
  - stadion – 1:49,88 (Zabrze 1989)
- bieg na 1000 metrów
  - stadion – 2:25,60 (Kraków 1991)
- bieg na 1500 metrów
  - stadion – 3:42,10 (Zabrze 1991)